# Guájar Faragüit

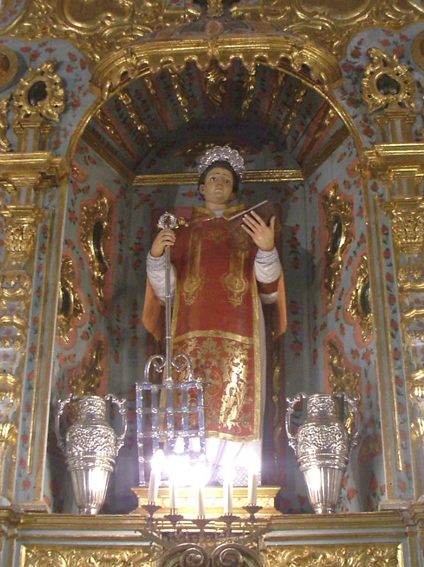
Imagen de San Lorenzo, patrón de Guájar Faragüit, realizado en 1939 por Antonio Cano Correa para la iglesia de su pueblo natal

Guájar Faragüit (también llamada popularmente Guájar de Faragüit) es una localidad española perteneciente al municipio de Los Guájares, en la provincia de Granada, comunidad autónoma de Andalucía. Está situada en la parte septentrional de la comarca de la Costa Granadina. Cerca de esta localidad se encuentran los núcleos de Guájar Fondón, Guájar Alto, Vélez de Benaudalla y Lobres.

## Historia
Guájar Faragüit fue un municipio independiente hasta 1973, cuando se fusionó junto con Guájar Alto y Guájar Fondón en un solo municipio llamado Los Guájares; desde entonces ostenta la capitalidad municipal y es la sede del ayuntamiento guajareño.

## Demografía
| Gráfica de evolución demográfica de Guájar Faragüit entre 1842 y 1970 |
| |
| Población de derecho según los censos de población del INE Población de hecho según los censos de población del INEEn 1973 este municipio desaparece porque se agrupa en el municipio Los Guájares |

Según el Instituto Nacional de Estadística de España, en el año 2020 Guájar Faragüit contaba con 557 habitantes censados, lo que representa el 52,9% de la población total del municipio.

### Evolución de la población
| Gráfica de evolución demográfica de Guájar Faragüit entre 2010 y 2020 |
|                                                                       |
| Datos según el nomenclátor publicado por el INE                       |

## Comunicaciones

### Carreteras
Las principales vías de comunicación que transcurren por esta localidad son:
| Identificador | Denominación                               | Itinerario                    |
| ------------- | ------------------------------------------ | ----------------------------- |
| GR-3204       | De N-323 (Lecrín) a N-323 (La Bernardilla) | Talará - La Bernardilla       |
| GR-4300       | De Guájar Alto a Guájar Faragüit           | Guájar Alto - Guájar Faragüit |

Algunas distancias entre Guájar Faragüit y otras ciudades:
| Ciudades | Distancia (km) |
| -------- | -------------- |
| Motril   | 20             |
| Granada  | 61             |
| Almería  | 126            |
| Jaén     | 151            |
| Murcia   | 345            |

## Servicios públicos

### Sanidad
La localidad cuenta con un consultorio médico de atención primaria situado en la calle Doctor Alcántara, s/n, dependiente del Área de Gestión Sanitaria Sur de Granada. El servicio de urgencias está en el centro de salud de Salobreña.
El área hospitalaria de referencia es el Hospital Santa Ana de Motril.

### Educación
Los centros educativos que hay en el núcleo son:
| Denominación genérica                    | Nombre del centro                                            | Naturaleza | Dirección                |
| ---------------------------------------- | ------------------------------------------------------------ | ---------- | ------------------------ |
| Colegio de educación infantil y primaria | CEIP Los Guájares                                            | Público    | C/ Doctor Alcántara, 37  |
| Sección de educación permanente          | SEP Los Guájares (Guájar Fondón-Guájar Faragüit-Guájar Alto) | Público    | C/ Doctor Alcántara, s/n |

## Cultura

### Fiestas
Guájar Faragüit celebra sus fiestas en torno al 10 de agosto en honor a San Lorenzo, patrón del pueblo.